# Escut d'Artesa de Lleida

Escut oficial d'Artesa de Lleida

L'escut oficial d'Artesa de Lleida té el següent blasonament:
Escut caironat: de gules, una balança d'or acompanyada a la punta d'una creu de Malta d'argent. Per timbre, una corona mural de poble.
Va ser aprovat el 27 de gener del 2005 i publicat al DOGC el 22 de febrer del mateix any.
Les balances són el senyal identificador de sant Miquel, patró del poble. La creu de Malta d'argent sobre camp heràldic de gules fa referència al fet que Artesa va pertànyer històricament a la jurisdicció de l'orde hospitalera de Sant Joan de Jerusalem, o orde de Malta.